# Ramon Duran i Obiols
Ramon Duran i Obiols (Barcelona, 19 de setembre de 1792- Barcelona, 20 de juny de 1858) va ser un metge i era fill del metge nascut a Ripoll, Manuel Duran i Alsina i el pare de Manuel Duran i Bas.
Va fer els primers estudis al Col·legi Tridentí de Barcelona. posteriorment va estudiar medicina a la Universitat de Cervera on es doctorà i cirurgia al reial Col·legi de Barcelona interromputs per la invasió napoleònica. Ingressà en l'exèrcit espanyol i serví en el cos d'enginyers. Va ser fet captiu a França durant tres anys.
Va ser un dels set metges que van atendre al rei Ferran VII com a metge de la Cort, l'any de la mort del rei (1832) i sobre la misteriosa malaltia que patia aquest rei en va fer un relat que roman inèdit i en parador desconegut. El pintor Federico de Madrazo va fer un quadre sobre aquests metges on apareix la figura de Ramon Duran 
Va ser metge major de l'Hospital de la Santa Creu de Barcelona (1821), catedràtic de clínica mèdica, secretari de la Junta Superior de Medicina i membre de l'Acadèmia de Medicina de Barcelona.
Va ser comissionat pel govern espanyol per a organitzar la lluita contra l'Epidèmia de còlera de 1834.